# 南方廣播影視傳媒集團
广东南方广播影视传媒集团有限公司（英語：GuangDong Southern Media Corporation Limited；简称「SMC」）是广东广播电视台台属企业集团公司和产业经营平台。该公司是整合广东电台、广东电视台、南方电视台现有产业资源和剥离广播电视可经营性资产基础上组建而成的。

## 歷史沿革
2004年1月18日，南方广播影视传媒集团（英語：Southern Media Corporation；简称「SMC」）掛牌成立。南方广播影视传媒集团是中國內地第一個「由省、市、縣廣播電視系統企事業單位聯合組成」的全省性事業集團。南方广播影视传媒集团是以省局所属企事业单位为基础组建集团母体，同时联合各地市级广播电视系统组成的。其包括广东人民广播电台、广东电视台、南方电视台、广东省广播电视技术中心、广东有线广播电视网络股份有限公司和全省除广州、深圳外的19个地级市和76个县级广播电视台。至此，广东省广播电视形成了南方广播影视传媒集团、广州市广播电视台和深圳广播电影电视集团三足鼎立的局面。
2005年1月19日，南方传媒控股有限公司挂牌成立。南方广播影视传媒集团将经营性业务剥离出来，成立南方传媒控股有限公司，实行企业化、市场化运作。此举是实行传媒集团宣传与经营“两分开”、文化体制改革的一项重要内容。标志着南方广播影视传媒集团产业化经营进入了崭新的阶段。
2010年9月8日，南方广播影视传媒集团新媒体发展公司挂牌成立。南方新媒体发展有限公司是整合南方传媒集团旗下新媒体经营性资产和业务资源而成立的，是其新媒体运营主体。南方新媒体涵盖了手机电视、IPTV、互联网电视等多个领域。
2011年3月16日，召开“南方广播影视传媒集团互联网电视业务启动仪式暨新闻发布会”，正式宣布南方传媒互联网电视“互联八方”集成服务平台、“云视听”节目内容服务平台已通过国家广电总局验收，取得国家广电总局许可的“互联网电视业务”运营资质，开始面向全国开展互联网电视业务。南方传媒集团指定内设的广东南方传媒科技发展公司作为该业务的运营与管理实施单位。
2014年4月23日，广东南方广播影视传媒集团有限公司、广东广播电视台同时挂牌成立。其是由原南方广播影视传媒集团、广东人民广播电台、广东电视台、南方电视台、广东省广播电视技术中心整合组建而成的。广东南方广播影视传媒集团有限公司是由南方影视传媒控股有限公司更名而来，是广东广播电视台出资组建的省管企业。

## 成立目的
- 为解决广东两个省级电视台：南方电视台和广东电视台的收视失衡、资源重叠；
- 在国内率先引入市场化运作，精简架构，提高运营效益；
- 收回地级电视台经营权，将长期的地方政府补贴经营转为自负盈亏的经营方式，各台信息及资源互补。
- 收回广播电台经营权，电视和电台信息及资源互补。
- 集成IPTV播控平台。

## 合并影响
- 广东电视台转变经营理念，节目重心重回广东本土。重新使用粤语为主要电视节目语种。节目偏重于政治，经济和民生等；
- 南方电视台保留经济，民生和娱乐等为节目重心，保留部分新闻类节目，将原TVS-5划归广东电视台，改名为广东新闻频道。两台收视率开始恢复平衡；
- 地方电视台制作地方民生节目，省级电视台也借出节目给地方播放吸引广告赞助，而各地方电视台的新闻节目也会在广州省网的“全省新闻信息”频道上播出。